# كريس آغي
كريس آغي (بالإنجليزية: Chris Agee)‏ هو شاعر أمريكي، ولد في 18 يناير 1956 في سان فرانسيسكو في الولايات المتحدة.

## وصلات خارجية
- الموقع الرسمي